# Daryl Hannah
Daryl Hannahová (* 3. prosince 1960, Chicago, USA) je americká filmová herečka. Po svém debutu v roce 1978 hrála v osmdesátých letech v mnoha hollywoodských filmech, v devadesátých letech nebyla obsazena do žádné hlavní role, v poslední době se vrátila rolí Elly Driverové ve filmech Kill Bill a Kill Bill 2.

## Biografie

### Osobní život
Narodila se v Chicagu, její rodiče Susan a Don Hannahovi se rozvedli brzy po jejím narození. Matka se vdala za obchodníka Jerrolda Wexlera (bratr režiséra Haskella Wexlera). Je vegetariánka od jedenácti let. Vyrůstala se sourozenci Donem Hannahem, Page Hannahovou a nevlastní sestrou Tanyouo Wexlerovou.
Navštěvovala soukromou školu Francis W. Parker School a Univerzitu Jižní Kalifornie. O filmy se zajímala od dětství kvůli nespavosti. Byla velmi stydlivá a diagnostikovali ji jako „částečnou autistku“.

### Kariéra
Debutovala v roce 1978 malou rolí v hororu Zuřivost režiséra Briana De Palma. Počátkem osmdesátých let hrála v dalších filmech, z nichž nejvýznačnější je patrně replikantka Pris ve sci-fi filmu Blade Runner od Ridleyho Scotta. V roce 1984 hrála po boku Toma Hankse hlavní roli mořské panny v pohádkové komedii Žbluňk! od Rona Howarda, která zaznamenala velký finanční úspěch a vynesla ji na hvězdnou kariéru.
V druhé polovině osmdesátých let hrála od menších úspěšných rolí ve filmu Ocelové magnolie a Oscarem oceněný film Wall Street (s Charliem Sheenem a Michaelem Douglasem) až po neúspěšný romantický film Roxana, kde se Stevem Martinem ztvárnila moderní pojetí Cyrana z Bergeracu od Edmonda Rostanda. Hrála také ve filmu Papež z Greenwich Village, kde hráli Mickey Rourke a Eric Roberts. Jako dcera Jacka Lemmona se objevila v obou dílech filmu Dej si pohov, kámoši.
Z jejích nejnovějších rolí je nejznámější jednooká vražedkyně Elle Driver v obou dílech filmu Kill Bill od Quentina Tarantina. Její výkon v těchto filmech, stejně jako v novějších filmech Northfork, Dancing at the Blue Iguana, Casa de los Babys a Silver City jsou popisovány jako herecký comeback.
Napsala scénář, režírovala a produkovala krátký film The Last Supper, za který byla oceněna na Berlinale. Režírovala, produkovala a natočila dokumentární film Strip Notes, ve kterém uváděla své soukromé výzkumy při přípravách na roli ve filmu Dancing at the Blue Iguana od Michaela Radforda (vysílaly ho kanály Channel 4 London a HBO).
Společně s herečkou Hilary Shepardovou vytvořila dvě deskové hry „Love It or Hate It“ a „LIEbrary“, druhou z nich uvedla Daryl v prosinci 2005 v The Ellen DeGeneres Show.

## Filmová ocenění
- Krátký film – Berlínský mezinárodní filmový festival, 1994
- Nejlepší souboj – MTV Movie Awards (Kill Bill 2), 2005
- Nejlepší herečka ve vedlejší roli – Saturn Award, (Kill Bill) 2004
- Nejlepší herečka – Saturn Award, Žbluňk, 1984

Ocenění za ochranu přírody:
- Influencer Of The Year Award – National Biodiesel Board, 2004
- Ongoing Commitment Award – Environmental Media Award, 2004
- Environmental Activism – Water Quality Awards, 2006
- Environmental Preservation – Artivist Awards, 2006

## Osobní život
Je zapálená environmentalistka, má vlastní video blog DH Love Life (dhlovelife.com) zaměřený na udržitelný rozvoj. Její dům je poháněn sluneční energií a je postaven z materiálů šetrných k životnímu prostředí. Jezdí autem poháněným na biodiesel. V roce 2006 se účastnila jako porotce pro soutěž „Convenient Truths“ na Treehugger.com.
Nikdy se nevdala, ale měla dlouhodobé vztahy s Johnem F. Kennedym mladším a zpěvákem Jacksonem Brownem (nazpívala ženský hlas v jeho hitu You're a Friend of Mine z roku 1985) a chodila s hercem Valem Kilmerem. Je švagrová známého hudebního producenta Lou Adlera, který se oženil s její sestrou Page. Od července 2014 chodí s muzikantem Neilem Youngem.
13. června 2006 byla zatčena společně s Joan Baezovou a Julií Butterfly Hillovou za podporu 350 farmářů, jejich rodin a sympatizantů, když se pokoušeli bránit největší farmu v South Central Los Angeles před vybagrováním. Připoutala se řetězem ke kmeni ořešáku na parcele South Central Farm, aby po dobu tří týdnů protestovala proti soudnímu vystěhování farmářů novým vlastníkem pozemku. Krátce před jejím zatčením odpovídala mobilním telefonem na otázky novinářů, ve kterých sdělila, že dělá „morálně správnou věc“. Ve vězení strávila několik hodin.
Cestuje po světě a natáčí dokumentární film o obchodu s bílým masem, aby pomohla vyřešit tento problém.

## Filmografie
| Rok       | Název                                      | Role                                   | Poznámky |
| --------- | ------------------------------------------ | -------------------------------------- | --- |
| 1978      | Zuřivost                                   | Pam                                    | |
| 1981      | Hard Country                               | Loretta                                | |
| 1982      | Blade Runner                               | Pris                                   | |
| 1982      | Paper Dolls                                | Taryn Blake                            | televizní film |
| 1982      | Letní milenci                              | Cathy Featherstone                     | |
| 1983      | Campsite Massacre                          | Windy                                  | |
| 1984      | Lehkomyslní                                | Tracey Prescott                        | |
| 1984      | Žbluňk!                                    | Madison                                | |
| 1984      | Papež z Greenwich Village                  | Diane                                  | |
| 1986      | Ayla z kmene medvědů                       | Ayla                                   | |
| 1986      | Orlové práva                               | Chelsea Deardon                        | |
| 1987      | Roxana                                     | Roxanne Kowalski                       | |
| 1987      | Wall Street                                | Darien Taylor                          | |
| 1988      | Dům veselých duchů                         | Mary Plunkett Brogan                   | |
| 1989      | Zločiny a poklesky                         | Lisa Crosley                           | neuvedena v titulcích |
| 1989      | Ocelové magnólie                           | Annelle Dupuy Desoto                   | |
| 1990      | Cvoci                                      | Kathy                                  | |
| 1991      | Hráči na vinici Páně                       | Andy Huben                             | |
| 1992      | Neviditelný na útěku                       | Alice Monroe                           | |
| 1993      | Dej si pohov, kámoši                       | Melanie                                | |
| 1993      | Pozor, obří žena!                          | Nancy Archer                           | televizní film |
| 1994      | Malí uličníci                              | Miss June Crabtree                     | |
| 1995      | Pouta                                      | Leann Netherwood                       | |
| 1995      | Dej si pohov, kámoši 2                     | Melanie Gustafson                      | |
| 1996      | Jedna navíc                                | Liz Kerner                             | |
| 1996      | Poslední dny Frankieho Flye                | Margaret                               | |
| 1997      | Poslední don                               | Athena Aquitane                        | televizní film |
| 1997      | Zbraň                                      | Jill Johnson                           | díl: „All the President's Women“ |
| 1997      | Muppets Tonight                            | sama sebe                              | |
| 1998      | The Gingerbread Man                        | Lois Harlan                            | |
| 1998      | Opravdová blondýnka                        | Kelly                                  | |
| 1998      | Pohled z okna                              | Claudia Henderson                      | televizní film |
| 1998      | The Last Don II                            | Athena Aquitane                        | limitovaný seriál |
| 1998      | Lež má krásné nohy                         | Maggie                                 | |
| 1998      | Rescuers: Stories of Courage: Two Families | Maria Alhoff                           | televizní film |
| 1998      | Návrat Addamsovy rodiny                    | Morticia Addams                        | neuváděn v kinech |
| 1999      | Můj nejoblíbenější marťan                  | Lizzie                                 | |
| 1999      | Nepřítel mého nepřítele                    | Erica Long                             | |
| 2000      | Dech smrti                                 | Anne White                             | neuváděn v kinech |
| 2000      | Polní květy                                | Sabine                                 | |
| 2000      | Hlavní cíl                                 | Alex McGregor                          | |
| 2001      | Jackpot                                    | Bobbi                                  | |
| 2001      | Speedway Junkie                            | Veronica                               | |
| 2001      | Tanečnice od Modrého leguána               | Angel                                  | |
| 2001      | Ohnivý kruh                                | Celia Jones                            | |
| 2001      | Jack a stonek fazole                       | Thespee                                | |
| 2002      | Dlouhá cesta                               | Cynthia Carter                         | |
| 2002      | Searching for Debra Winger                 | sama sebe                              | |
| 2002      | Hard Cash                                  | Virginia                               | |
| 2003      | Northfork                                  | Flower Hercules                        | |
| 2003      | Job                                        | CJ March                               | |
| 2003      | Čekání na štěstí                           | Skipper                                | |
| 2003      | The Big Empty                              | Stella                                 | |
| 2003      | Kill Bill                                  | Elle Driver („Kalifornský horský had“) | |
| 2004      | Kill Bill 2                                | Elle Driver („Kalifornský horský had“) | - Cena Saturn v kategorii Nejlepší herečka ve vedlejší roli - Italian Online Movie Award v kategorii Nejlepší obsazení - Filmová cena MTV v kategorii Nejlepší souboj (s Umou Thurman) - Nominace – Satellite Award v kategorii Nejlepší herečka ve vedlejší roli – film |
| 2004      | Whore                                      | Adirana                                | |
| 2004      | Careful What You Wish For                  | Patronka obchodu                       | krátkometrážní film |
| 2004      | Silver City                                | Maddy Pilager                          | |
| 2006      | Držte krok se Steinovými                   | Sacred Feather/Sandy                   | |
| 2006      | Love Is the Drug                           | Sandra Brand                           | |
| 2006      | Poslední den planety Země                  | Liz Quinland                           | televizní film |
| 2006      | Olé                                        | Maggie Granger                         | |
| 2007      | Básník války                               | Marlene Konig                          | |
| 2007      | All the Good Ones are Married              | Alex                                   | televizní film |
| 2008      | Zlost                                      | Salt                                   | televizní film |
| 2008      | Storm Seekers                              | Leah Kaplan                            | |
| 2008      | Smrtící Kung Fu                            | Jane                                   | |
| 2008      | The Gardener                               | sama sebe                              | |
| 2008      | Invaze žraloků                             | Brooke Wilder                          | televizní film |
| 2008      | Cyklus                                     | Carrie                                 | |
| 2008      | Dark Honeymoon                             | Jan                                    | |
| 2009      | Shannon's Rainbow                          | Dr. Rita Baker                         | |
| 2010      | A Closed Book                              | Jane Ryder                             | |
| 2011      | Every Generation Needs a Revolution        | samu sebe                              | |
| 2011      | A Fonder Heart                             | Margaret Boone                         | |
| 2012      | Eldorado                                   | Cizinec                                | |
| 2013      | Garbage                                    | sama sebe                              | |
| 2013      | Návaly pod košem                           | Ginger Peabody                         | |
| 2013      | Social Nightmare                           | Susan Hardy                            | televizní film |
| 2013      | Zombie Night                               | Birdy                                  | televizní film |
| 2013–2014 | Hawaii 5-0                                 | Cherie Tranton                         | 2 díly |
| 2014      | 2047: Sights of Death                      | Major Anderson                         | |
| 2014      | Father Rupert Master                       | Joanna Sebastian                       | |
| 2015–2018 | Sense8                                     | Angelica Turning                       | hlavní role |
| 2015      | I Am Michael                               | Deborah                                | |
| 2015      | S kůží na trh                              | Zhanna                                 | |
| 2015      | Awaken                                     | Mao                                    | |
| 2015      | Sicilian Vampire                           | Carmelina Trafficante                  | |
| 2017      | The American Connection                    | Flora                                  | |
| 2017      | The Slider                                 | Carol                                  | |
| 2018      | Papa                                       | Sarah Freidman                         | |